# UK Rock Chart
UK Rock Chart usualmente referido a Top 40 Rock Singles e Top 40 Rock Albums Chart é uma compilação feita pela The Official UK Charts Company com base nas vendas britânicas dos singles e álbuns.
A tabela musicais não é publicitada na página da Internet oficial da OCC mas é actualizada e patrocinada na da BBC Radio 1. e no boletim da ChartsPlus.